# Loliginidae
I Loliginidi (Loliginidae Lesueur, 1881) sono una famiglia di molluschi cefalopodi appartenente all'ordine dei calamari neritici (Myopsida). Non sono particolarmente grandi, ma rivestono un'importanza ecologica ed economica significativa. Vengono pescati in grandi quantità e sono apprezzati in tutto il mondo per la loro carne saporita. Inoltre, vengono utilizzati anche nella ricerca biomedica.

## Descrizione
I loliginidi sono principalmente calamari neritici, ovvero abitano le acque sopra le piattaforme continentali. La maggior parte di essi ha un corpo molto muscoloso, con un aspetto tipicamente «da calamaro», e le loro dimensioni variano dai 3 ai 100 cm di lunghezza del mantello; la specie più conosciuta, il calamaro comune (Loligo vulgaris), presenta una lunghezza totale di 20-50 cm. La camera anteriore dell'occhio è quasi completamente chiusa (a eccezione di un minuscolo foro, il cosiddetto poro), una caratteristica che condividono con tutti i membri dei sepiidi (Sepiida) ma che è assente in tutti i calamari oegopsidi. I loliginidi si differenziano dai sepioidi per la presenza di un gladio che si estende per tutta la lunghezza del mantello e per le branchie che (eccetto nel genere Pickfordiateuthis) possiedono un canale branchiale. Nella parte anteriore del mantello possiedono una sporgenza dorsale caratteristica, mentre il dispositivo di chiusura del sifone presenta una struttura semplice, a differenza di quello degli ommastrefidi. Le pinne si congiungono sempre nella parte posteriore del corpo.

## Biologia
I calamari vivono in acque temperate e tropicali, nelle zone litoranee, e fissano le loro uova a oggetti solidi sul fondo marino. Le loro abitudini e la loro struttura corporea ricordano quelle delle seppie, ma numerose specie, ad esempio Doryteuthis pealeii, si riuniscono in gruppi che seguono regolarmente i grandi banchi di pesci; veramente sorprendenti sono i cambiamenti repentini di direzione compiuti da tutto il gruppo, senza che i singoli animali si urtino o creino confusione. Tali assembramenti non sono determinati solo da cause alimentari, ma avvengono anche in concomitanza con il periodo della deposizione delle uova; i gruppi di animali giovani comprendono un numero di individui maggiore di quelli composti da animali adulti, poiché i calamari di minori dimensioni cadono più facilmente vittime di nemici, anche di adulti della medesima specie. Nel corso della migrazione il numero degli individui si riduce pertanto sempre di più. Sebbene questi molluschi abbiano numerosi nemici, che attaccano gli adulti ovvero si nutrono degli embrioni planctonici, non corrono per il momento alcun pericolo di estinzione. Il numero delle femmine è infatti 6 volte superiore a quello dei maschi, quindi la prole risulta particolarmente numerosa. La lunghezza delle giornate e la temperatura dell'acqua influiscono sull'inizio delle migrazioni in rapporto alla procreazione; infatti nelle annate più fredde i banchi che si dirigono al nord sono meno numerosi e partono più tardi.

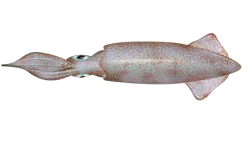
Doryteuthis opalescens

Analogamente alle seppie, i calamari depongono le uova di notte, in filamenti gelatinosi trasparenti e incolori, fissati anche a 50 per volta alla medesima base. Queste strutture, a forma di sigaro e lunghe 10-20 cm, diventano sempre più corte a mano a mano che prosegue la maturazione dell'embrione, e le uova, in numero di circa 50, formano delle protuberanze irregolari lungo ogni filamento. Dopo uno sviluppo che dura quasi un mese, i piccoli calamari somigliano agli animali adulti, sebbene siano lunghi solo 7-8 mm, e galleggiano nell'acqua per un breve periodo in posizione verticale, senza compiere movimenti autonomi. In primavera essi continuano a crescere rapidamente e già in giugno vi sono nel Mediterraneo animali sessualmente maturi. Al contrario della maggior parte dei dibranchiati, i Loliginidi vivono in genere 2 anni, e spesso anche 3.
Mentre seppie e polpi si tengono bene in cattività, l'allevamento di calamari incontra alcuni ostacoli: la ristrettezza di spazio negli acquari, e la mancanza delle condizioni ambientali naturali durante la cattura del cibo, sono fatali a questi molluschi. L'intero corpo a siluro è adattato al nuoto veloce, il peso del corpo è fortemente ridotto dalla forte regressione della conchiglia, tanto che il mantello racchiude solo una lamella cornea, non calcificata, che prende il nome di «gladio»; tale supporto pieghevole, comune a tutti i teutoidei, costituisce un'altra caratteristica dell'adattamento alla vita natante. Soltanto le forme bentoniche del genere Sepioteuthis posseggono un corpo largo e appiattito, ben evidente in Sepioteuthis lessoniana, dell'Oceano Indiano.
Oltre a Doryteuthis pealeii, anche numerosi altri loliginidi vengono utilizzati dall'uomo, ad esempio per la produzione di farina di pesce (soprattutto nel Mediterraneo). Loligo forbesii (lungo fino a 75 cm) può vicevera provocare notevoli danni; vive lungo le coste europee e a regolari intervalli di tempo si riunisce in banchi, cacciando prevalentemente aringhe. I piccoli rappresentanti del genere Alloteuthis predano invece pesci di minori dimensioni: Alloteuthis subulata penetra nel Mar Baltico occidentale, Alloteuthis media popola il Mar di Marmara, spingendosi fin dove glielo consente la salinità dell'acqua.

## Tassonomia
Attualmente, secondo il World Register of Marine Species, la classificazione dei Loliginidi è:
- Genere Afrololigo Brakoniecki, 1986
  - Afrololigo mercatoris (Adam, 1941)
- Genere Alloteuthis Wülker, 1920
  - Alloteuthis africana Adam, 1950
  - Alloteuthis media (Linnaeus, 1758)
  - Alloteuthis subulata (Lamarck, 1798)
- Genere Doryteuthis Naef, 1912
  - Doryteuthis gahi (A. d'Orbigny, 1835)
  - Doryteuthis ocula (Cohen, 1976)
  - Doryteuthis opalescens (S. S. Berry, 1911)
  - Doryteuthis pealeii (Lesueur, 1821)
  - Doryteuthis pleii (Blainville, 1823)
  - Doryteuthis roperi (Cohen, 1976)

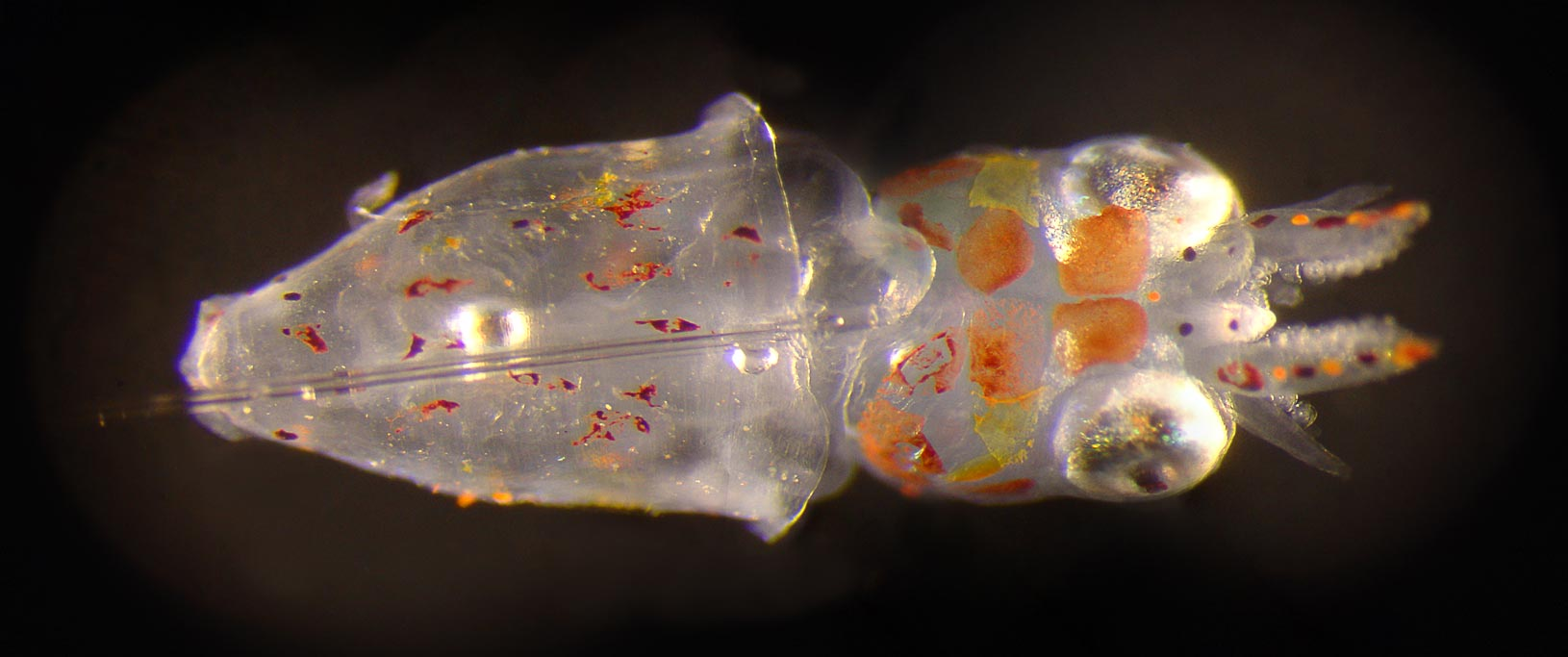
Paralarva di Doryteuthis opalescens

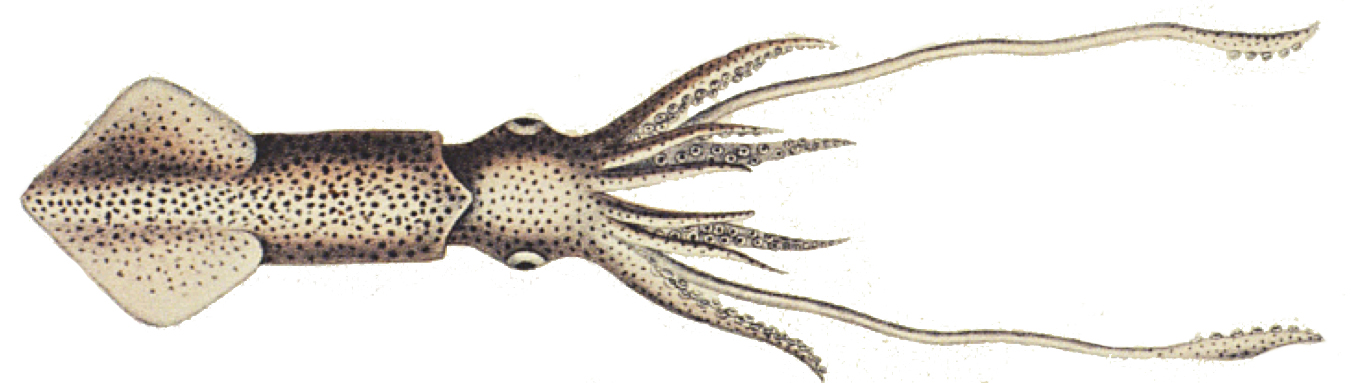
Loliolus sumatrensis

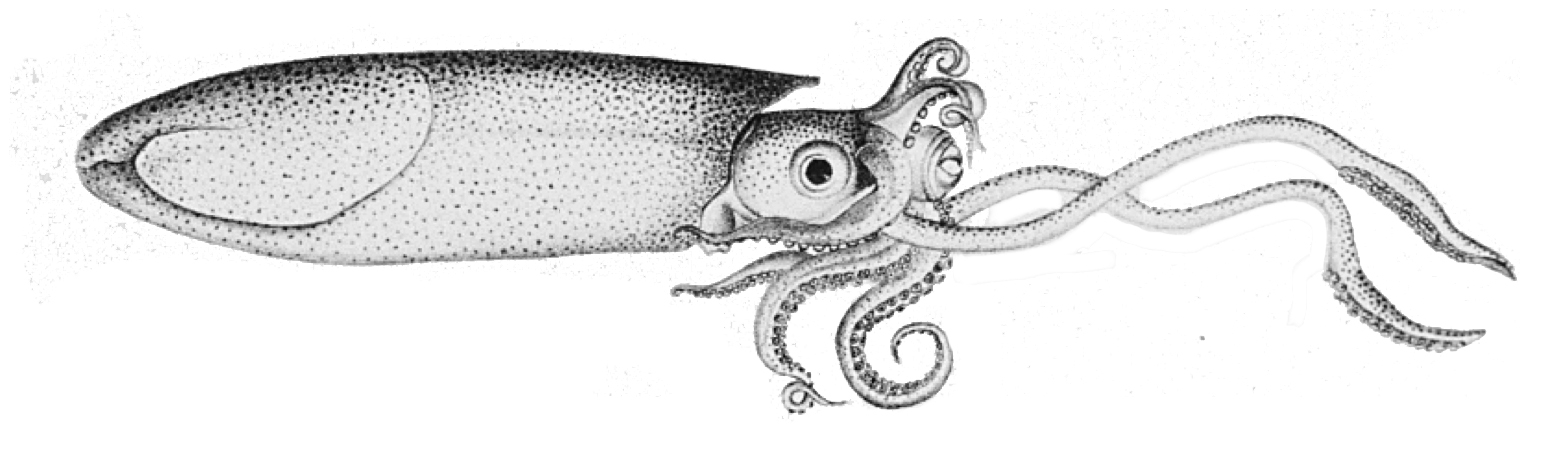
Lolliguncula brevis

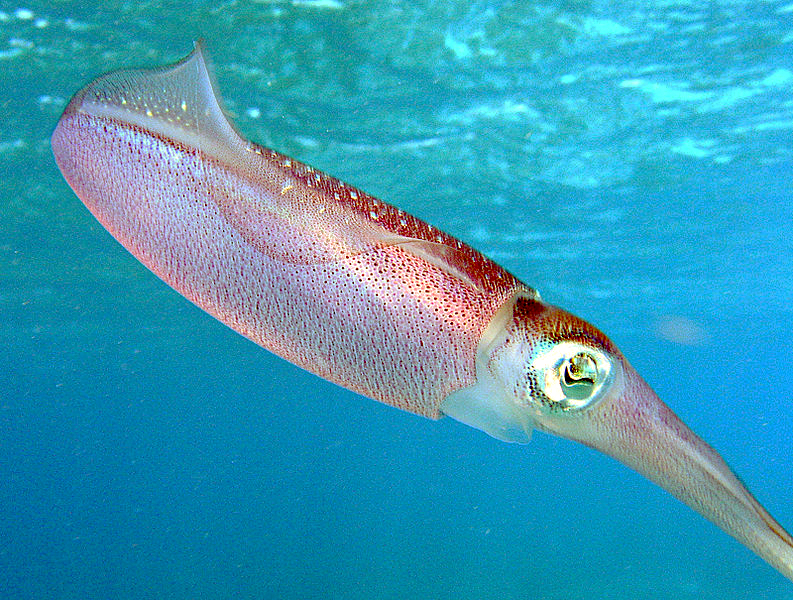
Sepioteuthis sepioidea

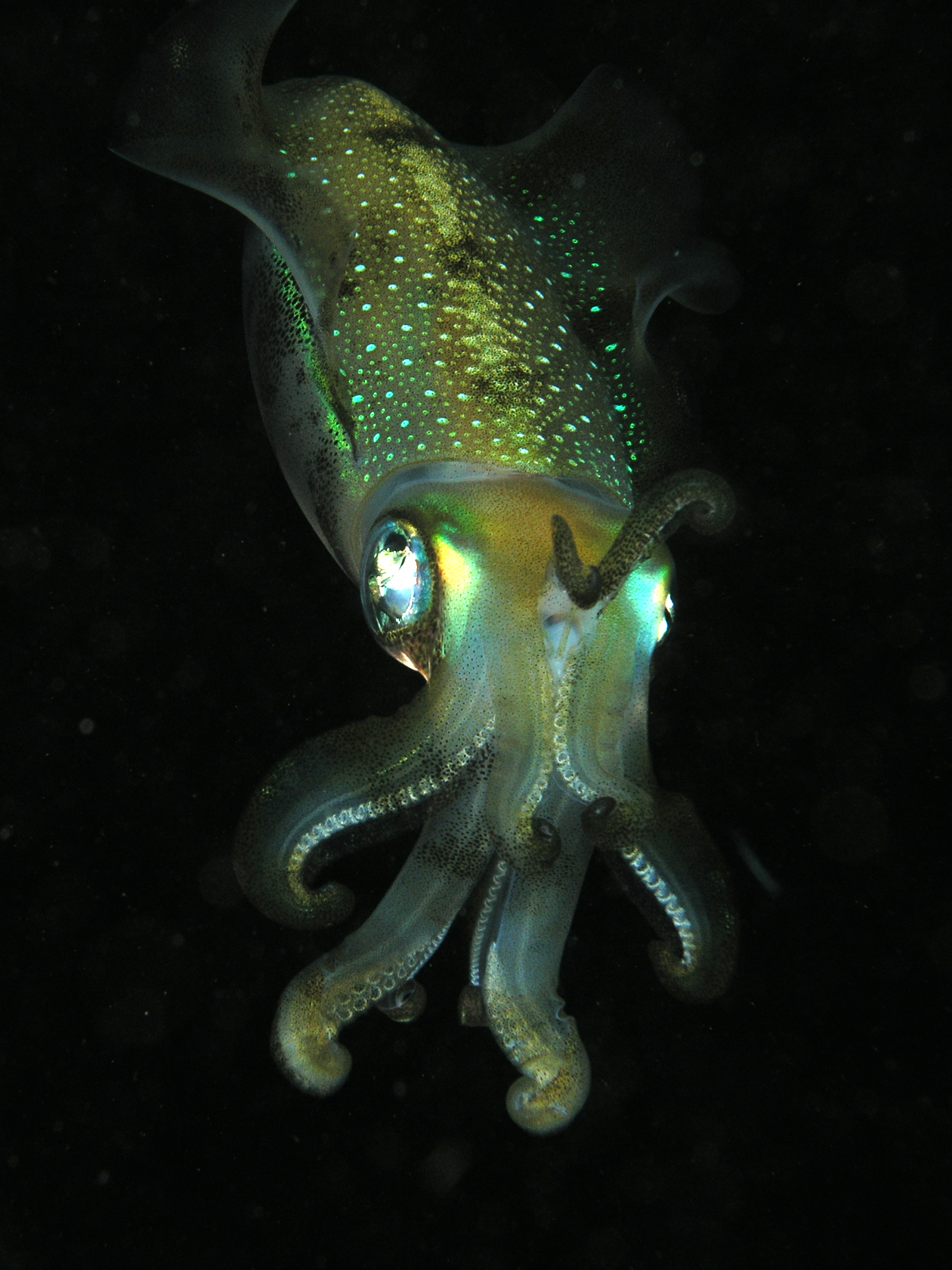
Sepioteuthis lessoniana

  - Doryteuthis sanpaulensis (Brakoniecki, 1984)
  - Doryteuthis surinamensis (G. L. Voss, 1974)
- Genere Heterololigo Natsukari, 1984
  - Heterololigo bleekeri (K. Keferstein, 1866)
- Genere Loligo Lamarck, 1798
  - Loligo forbesii Steenstrup, 1856
  - Loligo reynaudii A. d'Orbigny, 1835
  - Loligo vulgaris Lamarck, 1798 – calamaro comune
- Genere Loliolus Steenstrup, 1856
  - Loliolus affinis Steenstrup, 1856
  - Loliolus beka (Sasaki, 1929)
  - Loliolus hardwickei (Gray, 1849)
  - Loliolus japonica (Hoyle, 1885)
  - Loliolus sumatrensis (A. d'Orbigny, 1835)
  - Loliolus uyii (Wakiya & Ishikawa, 1921)
- Genere Lolliguncula Steenstrup, 1881
  - Lolliguncula argus Brakoniecki & Roper, 1985
  - Lolliguncula brevis (Blainville, 1823)
  - Lolliguncula diomedeae (Hoyle, 1904)
  - Lolliguncula panamensis S. S. Berry, 1911
- Genere Pickfordiateuthis G. L. Voss, 1953
  - Pickfordiateuthis bayeri Roper & Vecchione, 2001
  - Pickfordiateuthis pulchella G. L. Voss, 1953
  - Pickfordiateuthis vossi Brakoniecki, 1996
- Genere Sepioteuthis Blainville, 1824
  - Sepioteuthis australis Quoy & Gaimard, 1832
  - Sepioteuthis lessoniana Lesson, 1831
  - Sepioteuthis sepioidea (Blainville, 1823)
- Genere Uroteuthis Rehder, 1945
  - Uroteuthis abulati (Adam, 1955)
  - Uroteuthis arabica (Ehrenberg, 1831)
  - Uroteuthis bartschi Rehder, 1945
  - Uroteuthis bengalensis (Jothinayagam, 1987)
  - Uroteuthis chinensis (Gray, 1849)
  - Uroteuthis duvauceli (A. d'Orbigny, 1835)
  - Uroteuthis edulis (Hoyle, 1885)
  - Uroteuthis machelae Roeleveld & Augustyn, 2005
  - Uroteuthis noctiluca (Lu, Roper & Tait, 1985)
  - Uroteuthis pickfordi (Adam, 1954)
  - Uroteuthis reesi (G. L. Voss, 1962)
  - Uroteuthis robsoni (Alexeyev, 1992)
  - Uroteuthis sibogae (Adam, 1954)
  - Uroteuthis singhalensis (Ortmann, 1891)
  - Uroteuthis vossi (Nesis, 1982)